# Úřad pro mezinárodněprávní ochranu dětí
Úřad pro mezinárodněprávní ochranu dětí je správní úřad v České republice, který byl zřízen zákonem o sociálně-právní ochraně dětí. Úřad je podřízen Ministerstvu práce a sociálních věcí a sídlí v Brně. Úřad tak navázal na historii svých předchůdců, kteří působili v Brně.
Úřad je ústředním orgánem dle řady mezinárodních smluv v oblasti vymáhání výživného, tzv. mezinárodních únosů dětí a mezinárodních osvojení. Činnost Úřadu pro mezinárodněprávní ochranu dětí vymezuje především § 35 zákona č. 359/1999 Sb., o sociálně-právní ochraně dětí. Hlavní náplní jeho činnosti je zprostředkování náhradní rodinné péče na mezistátní úrovni, dávání souhlasu k osvojení dítěte do zahraničí, zajišťování sociálně-právní ochrany dětí ve vztahu k cizině, či vymáhání výživného na základě mezinárodních smluv nebo jinak zajištěné vzájemnosti.
Ředitelem úřadu je od března 2009 JUDr. Ing. Zdeněk Kapitán, Ph.D.

## Historie
První institucí chránící práva dětí i za hranicemi státu byla Společnost pro mezinárodní právní ochranu mládeže, která byla založena jako dobrovolný spolek roku 1930 v Brně. Pomáhala především s vymáháním výživného. Roku 1949 přešla do národní správy, aby byla o tři roky později začleněna do brněnské Úřadovny ochrany mládeže. Už v roce 1956 se ale vytvořila samostatná složka ministerstva spravedlnosti pod názvem Ústředí pro mezinárodněprávní ochranu mládeže, které bylo opět se sídlem v Brně a které se roku 2000 transformovalo do Úřadu pro mezinárodněprávní ochranu dětí.